# Курганов, Фёдор Афанасьевич
Фёдор Афана́сьевич Курга́нов (18 апреля 1844, Пенза — 1 сентября 1920, Казань) — русский православный богослов и историк Церкви.

## Биография
Родился 18 апреля 1844 года в семье сельского священника Пензенской губернии.
Окончил Пензенскую духовную семинарию, в 1870 году — Казанскую духовную академию, где его наставником был И. С. Бердников, а однокурсниками, в частности, — М. И. Богословский, А. В. Вадковский, Д. В. Гусев, Н. Ф. Красносельцев, Н. П. Остроумов. Возглавлял в Казанской духовной академии кафедру общей церковной истории. В 1885 году, вследствие конфликта с руководством академии, перешёл в Казанский университет, где прослужил до конца жизни.

## Научная деятельность
В 1872 году получил степень магистра, в 1880 — степень доктора. Профессор (1910).
Основные направления исследований:
- формирование православной веры и взаимодействие Церкви и государства в Византийской империи;
- немецкий католицизм;
- особенности румынской церкви;
- болгарский церковный вопрос;
- учение епископа Еринея;
- противостояние светской и церковной власти во Франции в период Средневековья.

### Избранные труды
- Курганов Ф. А. Борьба папы Бонифация VIII с французским королем Филипом IV Красивым : [К истории происхождения так называемого 70-летнего вавил. плена и последовавшей за тем великой схизмы в папстве] : Речь орд. проф. Ф. Курганова на торжественном собр. Казан. духов. акад. 8 нояб. 1882 г. — Казань, 1882. — 150 с.
- Курганов Ф. А. Император Константин Великий : (Речь, произнес. по случаю празднования 1600-лет. Константин. юбилея 14 сент. 1913 г.). — Казань : Центр. тип., 1913. — 52 с. — (Отт. из журн. «Православ. собеседник» за 1913 г.)
- Курганов Ф. А. Император Константин Великий, святой, равноапостольный. — Казань : Тип. Совета раб. и солдат. деп., 1918. — (Отт. из журн.: Православ. собеседник. 1914—1917).
- Курганов Ф. А. Император Константин Великий, святой, равноапостольный. Вып.1:. — 350+4 с.
- Курганов Ф. А. Исторический очерк греко-болгарской распри // Православный собеседник. — 1873. — январь, февраль, май, июнь, июль, октябрь, ноябрь.
- Курганов Ф. А. Наброски и очерки из новейшей истории румынской церкви : (К истории низложения румын. митр.-примата Геннадия Петреско). — Казань, 1899. — 1048+16 с. — (Напеч. также в: Казанский ун-т. Уч. зап. 1900, кн. 1, 3, 12; 1901, кн. 1-3, 10-12; 1902, кн. 4-6; 1903, кн. 1, 2, 12; 1904, кн. 1, 2)
- Курганов Ф. А. Немецкий католицизм // Православный собеседник. — 1874. — III.
- Курганов Ф. А. О церковном отлучении. — [СПб., 1889]. — 35 с. — (Отт. из журн. «Странник». 1889, № 3, 5).
- Курганов Ф. А. Отношения между церковною и гражданскою властию в Византийской империи : Обзор эпохи образования и окончат. установления характера взаимоотношений между церк. и гражд. властию в Византии [325-565] : Исслед. Ф. Курганова. — Казань, 1880. — 6+720+3 с.
  - Курганов Ф. А. Отношения между церковною и гражданскою властию в Византийской империи : Обзор эпохи образования и оконч. установления характера взаимоотношений между церков. и гражд. властию в Византии (325—565) / [Mit wissenschaftgeschicht. Vorwort von H. D. Döpmann]. — Leipzig : Zentralantiquariat der DDR, 1983. — 9+720+3 с. — (Subsidia Byzantina lucis ope iterata / Consilium edent. J. Irmscher etc. ; Vol. 15). — (Факс. изд.)
  - Курганов Ф. А. Отношения между церковной и гражданской властью в Византийской империи в эпоху образования и окончательного установления этих взаимоотношений (325—565 гг.) / вступ. ст. Г. Е. Лебедевой. — СПб. : О. Абышко, 2015. — 591 с. — (Библиотека христианской мысли. Исследования). — 1000 экз. — ISBN 978-5-903525-78-2
  - Курганов Ф. А. Византийский идеал царя и царства и вытекающие отсюда, по сравнению его с идеалом церкви, отношения между церковной и гражданской властью : [Речь. произнес. 4 июня 1881 г. пред защитой докт. дис.: «Отношения между церковной и гражд. властью в Визант. империи». Казань, 1880 г.]. — Казань : тип. Имп. Ун-та, 1881. — 36 с. — (Отт. из «Православ. собеседника». 1881 г.).
- Курганов Ф. А. Свидетельствовал ли св. Ириней, епископ Лионский, о приматстве и непогрешимом учительстве Римской церкви, в частности — ее первосвященника? — Казань : типо-лит. Имп. ун-та, 1893. — 2+54 с.
- Курганов Ф. А. Устройство управления в церкви Королевства Греческого : Соч. воспитанника Казанск. духовной акад. Феодора Курганова на степень магистра богословия. — Казань : Унив. тип., 1871. — 560 с. — (Часть тиража вышла как прил. к журн. «Православный собеседник», 1871 г., май-дек.; 1872 г., янв.-апр.).
- Курганов Ф. А., Саблуков Г. С. Заметки к вопросу о византийской противомусульманской литературе : [2 ст.]. — Казань, 1878. — 68+24 с.

рецензии
- [Курганов Ф. А. К истории Константинопольских патриархов : Отзыв о соч. г. Ивана Андреева: Константинопольские патриархи от времени Халкидонского собора до Фотия : Хронология этих патриархов и очерки жизни и деятельности важнейших из них : Вып. 1…, представл. на соискание премий высокопреосвящен. митрополита Макария при Святейшем Синоде.] — [СПб., 1900]. — 817—868 с. — (Отт. из «Христиан. чтения». Спб. 1900, вып. 11, с. 817—848; вып. 12, с. 1031—1051).
- Курганов Ф. А. К исследованию о патриархе Фотие : Отзыв о представл. на соискание Макарьев. премии соч. проф. Моск. ун-та прот. А. М. Иванова-Платонова «К исследованиям о Фотие, патриархе Константинопольском, по поводу свершившегося тысячелетия со времени кончины его» : Речь, произнес. в торжеств. собр. Имп. Моск. ун-та 12 янв. 1892 г., с прил. — СПб., 1892. — 47 с. — (Отт. из «Христ. чтения». 1892, янв.-февр., с. 174—220).
- Курганов Ф. А. Критические заметки на книгу ректора Киевской духовной семинарии архимандрита Бориса: «История христианского просвещения в его отношениях к древней греко-римской образованности. Период второй. (313—529)». — Казань : типо-лит. Ун-та, 1893. — 2+78 с. — (Отт. из «Учен. зап. Казан. ун-та». 1892, кн. 6; 1893, кн. 1).